# Taekwondo en los Juegos Parapanamericanos
El Taekwondo se introdujo por primera vez en los Juegos Parapanamericanos de Lima 2019.

## Ediciones
| Edición | Año  | Sede             | País      | Ganador Medallero |
| ------- | ---- | ---------------- | --------- | ----------------- |
|         | 1999 | Ciudad de México | México    | No disputado      |
|         | 2003 | Mar del Plata    | Argentina | No disputado      |
|         | 2007 | Rio de Janeiro   | Brasil    | No disputado      |
|         | 2011 | Guadalajara      | México    | No disputado      |
|         | 2015 | Toronto          | Canadá    | No disputado      |
| I       | 2019 | Lima             | Perú      | Brasil (BRA)      |
| II      | 2023 | Santiago         | Chile     | Por disputarse    |

## Medallero
Actualizado a Lima 2019
| Núm. | País                       | Oro | Plata | Bronce | Total |
| ---- | -------------------------- | --- | ----- | ------ | ----- |
| 1    | Brasil (BRA)               | 2   | 2     | 1      | 5     |
| 1    | México (MEX)               | 2   | 2     | 1      | 5     |
| 3    | Estados Unidos (USA)       | 1   | 0     | 2      | 3     |
| 4    | Perú (PER)                 | 1   | 0     | 1      | 2     |
| 5    | Cuba (CUB)                 | 0   | 1     | 2      | 3     |
| 6    | República Dominicana (DOM) | 0   | 1     | 0      | 1     |
| 7    | Argentina (ARG)            | 0   | 0     | 1      | 1     |
| 7    | Colombia (COL)             | 0   | 0     | 1      | 1     |
| 7    | Costa Rica (CRC)           | 0   | 0     | 1      | 1     |
| 7    | Jamaica (JAM)              | 0   | 0     | 1      | 1     |
|      | TOTAL                      | 6   | 6     | 11     | 23    |